# Мирза Абул-Фадл

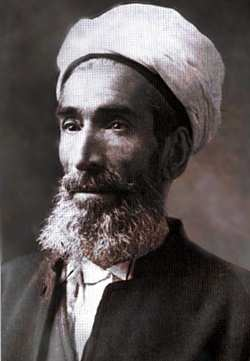

Мирза Абул-Фадл-и-Гулпайани, также Мирза Мухаммад (фарси ميرزا أبوالفضل, род. июнь или июль 1844 г. Гулпайган, Иран — ум. 21 января 1914 г. Каир) — один из ведущих деятелей религии бахаи, распространитель религии бахаи в Египте, Туркменистане и в США. Абдул-Баха присвоил ему почётный титул Абул-Фадаил (Отец Учёности). Шоги Эффенди считал его апостолом Бахауллы.

## Биография
Родился в деревне, в семье муллы. Получил обширное исламское образование, в том числе в области философии и теологии. Мирза Абул-Фадл интересовался также достижениями европейской науки и буддизмом. С октября 1873 года он преподаёт исламскую теологию в религиозной академии Мадраш Хаким Хашим в Тегеране. Кроме преподавания, Мирза Абул-Фадл усиленно занимается в Академии философией, изучает ирфан (мусульманскую мистику), буддизм и естественные науки. 20 сентября 1876 года он переходит в религию бахаи, после исполнения предсказания Бахауллы об османском султане Абдул-Азизе и его визире Мехмед Амин Али-паше. После того, как Мирза Абул-Фадл объявил о принятии новой вере, он был изгнан из Академии и неоднократно арестовывался. Из последующих 10 лет 4 года им были проведены в тюрьме.
Мирза Абул-Фадл предпринимает несколько миссионерских поездок по Ирану и привлекает к новому учению немало верующих. В 1889 году он прибывает в Ашхабад (в то время — столица Туркестана, части Российской империи), где становится главной фигурой новообразованной общины бахаи. Из Ашхабада  Мирза Абул-Фадл совершает поездки в Самарканд и Бухару. В 1894 он покидает Ашхабад и отправляется в Палестину, в город Акко, где проводит 10 месяцев в гостях у Абдул-Баха; оттуда уезжает в Каир. Здесь  Мирза Абул-Фадл находит место преподавателя-учёного (улема) при исламском университете Аль-Ахзар. В Каире он также распространяет учение бахаи.
В 1901 году  Мирза Абул-Фадл, по указанию Абдул-Баха, уезжает из Каира в США. В Америке он должен был заняться разъяснением для западных бахаи сложных мест нового учения, а также разоблачить ревизионистское направление, которое проповедовал в США Ибрагим Джордж Хайрулла. По пути  Мирза Абул-Фадл посетил общину в Париже. В Вашингтоне в 1903 году художница Алиса Пайк Барни пишет его портрет. В 1904 году  Мирза Абул-Фадл возвратился в Каир, где и прожил до конца жизни.

## Сочинения
Перу Мирзы Абул-Фадла принадлежат ряд важных произведений ранней теологии бахаи, написанные им на арабском и персидском языках. Они содержат, кроме прочего, исторические обзоры бабизма и бахаи, учение о вере, доказательства миссии Бахауллы, введение в религию бахаи для иудеев, христиан и парсов, апологетику основных принципов этой религии. Некоторые из его произведений были также переведены на английский язык.